# Barco fantasma (película)
Barco fantasma  (Ghost Ship en su título original) es una película de terror dirigida por Steve Beck que llegó a las salas de cine el 12 de noviembre de 2002.[¿dónde?]

## Argumento
En mayo de 1962, decenas de pasajeros ricos están bailando en el salón como en la cubierta del trasatlántico italiano Antonia Graza, mientras que una cantante italiana llamada Francesca (Francesca Rettondini) canta Senza Fine. En la cubierta, una niña llamada Katie (Emily Browning), está sentada a solas, aburrida, hasta que el capitán del barco, notándolo, se ofrece a bailar con ella. Repentinamente, una mano mueve la palanca de un cabrestante (aparato para enrollar sogas o cadenas a bordo de los barcos) que enrolla rápidamente un alambre delgado. El carrete rueda y el alambre recorre la pista de baile como una cuchilla que parte por la mitad a los pasajeros, matándolos. Sólo Katie se salva, gracias a su estatura. El rostro del capitán se corta a la altura de la boca y se ve como la parte superior de la cabeza se cae y Katie grita de miedo.
40 años después en 2002, el capitán de un remolcador de salvamento marítimo privado (rescate de estructuras navales hundidas o por hundirse) llamado Sean Murphy (Gabriel Byrne) y su tripulación: Maureen Epps (Julianna Margulies), Greer (Isaiah Washington), Dodge (Ron Eldard), Munder (Karl Urban) y Santos (Alex Dimitriades) están celebrando un éxito reciente en un bar de Anchorage, cuando un sujeto llamado Jack Ferriman (Desmond Harrington), quien se presenta como un piloto del servicio meteorológico, se acerca a ellos y dice que ha visto un barco misterioso navegando a la deriva en el mar de Bering. Debido a que el buque se encuentra en aguas internacionales, puede ser reclamado por quien sea capaz de llevarlo a puerto.
La tripulación y el piloto zarpan en su búsqueda y al encontrarlo, descubren que el buque es el Antonia Graza, que desapareció misteriosamente en 1962 y se cree que está perdido en el mar, seguramente hundido, ya que nunca se supo nada de él ni de la tripulación ni de los pasajeros. Al abordar el barco se preparan para remolcarlo y descubren que contiene una gran cantidad de lingotes de oro. Sin embargo, cosas extrañas comienzan a suceder. Epps afirma haber visto a una niña en la escalera. La tripulación encuentra un reloj digital funcionando en el puente de mando, junto a cartas de navegación, lo cual es el primer detalle que les llama la atención, ya que no existían relojes digitales en 1962, y Greer cree haber oído una mujer que canta en todo el barco. Epps y Ferriman descubren los cadáveres de otro equipo de salvamento, por lo cual ellos deciden abandonar el barco, pero quieren llevarse el oro. Una fuerza invisible abre una válvula de gas en la sala de máquinas y el Guerrero del Ártico explota cuando se arranca el motor, causando la muerte de Santos y dejándolos varados.
Mientras tratan de arreglar el Antonia Graza y navegar de vuelta a tierra, los miembros de la tripulación son eliminados uno a uno. Greer se encuentra a Francesca, la cantante que escuchó, que lo seduce y lo lleva al hueco de un ascensor, haciéndole caer a su muerte. El Capitán Murphy, después de entrar en la cabina del capitán, inesperadamente se encuentra con el fantasma del capitán del Antonia Graza, quien le explica que recuperaron el oro de un crucero llamado el Lorelei que estaba perdido a la deriva en el océano y terminó por hundirse dos días antes de que el "Antonia Graza" desapareciera sin dejar rastro. Además de ello, Murphy le comenta al capitán del Antonia Graza que según muchos reportes no había sobrevivientes en el Lorelei, hasta que el capitán le revela si había un único superviviente y le muestra una fotografía a Murphy del único sobreviviente a bordo, a quien se sorprende de reconocer. Por otro lado Epps recorre otros sectores del barco y encuentra un camarote en el cual descubre los restos de Katie, la niña fantasma que había visto varias veces, colgando en el armario. Cuando analiza el cadáver de esta encuentra un guardapelo colgado en el cuello, el cual tiene la foto de los padres de la niña, hasta que la misma Katie se le aparece detrás de ella y le menciona que no se asuste, ya que ella no va ha hacerle ningún daño y le menciona que el alma de ella como la de los pasajeros que no están marcados están atrapadas a bordo y que no pueden irse al otro mundo, además de que cuando la persona que los tiene atrapados haya llenado su cuota o cuando el barco este completamente lleno de almas, todas serán enviadas por igual al infierno. Sin embargo, cuando Epps quiere indagar más sobre el tema, una fuerza oscura se le aparece a Katie para llevársela del lugar y que no siga hablando de más, la cual es invisible para Epps y se limita a advertirle que deben salir del Antonia Graza antes de que sea demasiado tarde. Por otro lado, Murphy se apresura a contarle al resto de la tripulación su descubrimiento, pero su intento es frustrado por una fuerza sobrenatural la cual lo hace ver y confundir a todo el mundo con el fantasma quemado de Santos, haciendo que el equipo piense que se volvió loco y deciden encerrarlo en el tanque de drenaje. Munder decide reparar el casco del barco mientras que Dodge se va al puente de mando.
Conforme pasan las horas, Epps se encuentra con el cadáver de Greer en el fondo del cubo del ascensor tras ser asesinado por el fantasma de Francesca, empalado con varillas de metal. Ante tal situación Katie se le aparece nuevamente a Epps y le pide acompañarla por un momento para mostrarle toda la verdad acerca del barco. En una visión, Katie le revela a Epps que el único sobreviviente del Lorelei fue quien convenció a la tripulación del Graza para deshacerse de todos los pasajeros con el fin de reclamar el oro para ellos mismos. Ante tal situación, la tripulación tentados por la avaricia, matan a sangre fría a todos los pasajeros por diversos medios (disparándoles con armas de fuego, también usando veneno para ratas en la cena de esa noche ya que poco antes del atentado habían matado a los cocineros originales del barco, entre otros medios), incluyendo a Katie (quien murió degollada y colgada del cuello en su camarote), pero después de haber cometido tal acto de crueldad, estos comenzaron a traicionarse unos a otros con tal de repartirse entre menos el botín. Perpetrado el atentado, toda la tripulación sobreviviente se dirigió al cuarto donde habían escondido el oro en las cajas. Sin embargo, el último oficial, creyendo que Francesca había accedido a traicionar a los otros por él, asesina al resto de sus compañeros de tripulación, pero justo al terminar es traicionado también y recibe un disparo en la cabeza por parte de la cantante Francesca. Tras esto, otro hombre se le une a Francesca en un apasionado beso, pero éste también traiciona a Francesca y le incrusta un gancho grande en la cara, matándola. Posteriormente el hombre le pone un sello maldito en la mano del cadáver de la cantante y se revela (incluso a través de la foto que Murphy recibe del fantasma del capitán del Graza) como Jack Ferriman, que es en realidad un espíritu demoníaco que planeó la masacre en 1962 y pudo haber hecho algo similar en el Lorelei.
Epps deduce que Ferriman atrajo al equipo de salvamento al Graza para reparar el barco que se hunde, y que la mejor manera de luchar contra él es hundirlo. En eso recuerda que Murphy está en peligro y corre rápidamente a sacarlo del tanque de drenado, pero es demasiado tarde ya que el tanque se inundo y Murphy termino muriendo ahogado en el interior, dejando caer la fotografía de Jack Ferriman que le había dado el capitán del Graza previamente, dejando a Epps llorando desconsolada por no salvarlo a tiempo. Por otro lado, Munder muere triturado por los engranajes del barco mientras reparaba el casco debajo del agua. Despues Epps va a advertirle a Dodge del peligro y cuando intenta contarle lo que descubrio sobre Ferriman y el barco, este ultimo aparece diciendo que encontro a Murphy muerto, Epps le da una escopeta a Dodge y le dice que se quede en el puente de mando con Ferriman. Luego ella va a avisarle a Munder sin embargo encuentra los restos de este. Mientras tanto Dodge y Ferriman tienen una pelea la cual termina con un escopetazo de Dodge a Ferriman, luego de asegurarse que este muerto, Dodge se va a buscar a Epps pero Ferriman resucita al instante (luego mata a Dodge fuera de camara),  Epps enfurecida por todo lo sucedido, toma la decisión de colocar los explosivos y hundir el barco de una vez por todas, ya que el responsable de todo esto son las cajas con el oro y que si otro equipo de salvamento viene y lo encuentra, tampoco lo sacarán del barco, cayendo también en la trampa. Sin embargo Ferriman (pero con la apariencia de Dodge) se aparece en la escena y se enfrenta a Epps. En eso el vuelve a su apariencia normal y se describe a sí mismo como un rescatador y que recoger almas es su trabajo, el cual según este se ganó por una vida de pecado. También explica que como Katie era una niña en ese entonces, esta nunca cometió un pecado verdadero y por ende no puede controlar su alma como también la de algunos de los pasajeros que tampoco pecaron, a diferencia de las demás almas que sí pecaron y que mientras el Antonia Graza permanezca a flote podrá seguir utilizándolo como una trampa y así mantener satisfechos a sus amos (y a Satanás), revelando que el barco le sirve para atraer gente que luego asesinara para capturar sus almas y cuando el buque esté lleno de almas, todas serán llevadas al infierno. Además, Ferriman le advierte a Epps que si pierde el barco, sus amos no estarán contentos y le ofrece un intercambio: dejar el barco intacto, a cambio de perdonarle la vida a Epps, sin embargo ella le responde que lo único que quiere es a su tripulación devuelta, pero Ferriman le responde que eso es imposible, ya que una vez que esten muertos y marcados con el sello maldito, sus almas ya le pertenecen. Por lo que Epps le responde que no hay trato y opta por detonar los explosivos. Sin embargo Ferriman usa sus poderes para mover una pieza de metal que esta a un lado de Epps y la golpea en la cabeza, para que esta caiga al agua y suelte el detonador. Rápidamente, Ferriman intenta ahogarla mientras está en el agua, pero Epps con la ayuda de un arpón que estaba cerca suyo, consigue apuñalarlo en la pierna para quitárselo de encima. Posteriormente Epps sale del agua ahora armada con el arpón y amenaza a Ferriman con dispararle, pero este ultimo le menciona a ella que eso no lo matara definitivamente, sin embargo Epps en lugar de usarlo en contra de Ferriman, esta opta por dispararle directamente al detonador con el arpón y activa los explosivos en los sumideros del Antonia Graza el cual comienza a hundirse rápidamente. Poco después, Katie ayuda a Epps a escapar de la nave que se hunde y la guía hasta una escotilla de escape y ella se queda entre los escombros mientras observa cómo las almas atrapadas en el barco que no pecaron ascienden al cielo, ya liberadas de su prisión, mientras que las almas que pecaron son enviadas al infierno. Por otro lado Katie se detiene un instante frente a Epps antes de desaparecer y darle las gracias por su ayuda.
Unas horas después de estar varada a la deriva del mar abierto, Epps es encontrada por un barco crucero y llevada de vuelta a tierra. Cuando la están metiendo en una ambulancia, ve las cajas dañadas del oro siendo subidas al barco de crucero por Ferriman y los miembros de la tripulación. Ferriman la mira y sigue adelante, y ella grita mientras las puertas de la ambulancia se cierran.

## Rodaje
La película fue rodada en las ciudades australianas de Brisbane y Queensland. Adicionalmente también se rodó en la provincia australiana de Halifax.

## Barco Fantasma: Edición de colección
En 2020 Dark Castle Entertainment sacó una edición de colección de la película Barco Fantasma. Esta nueva version tiene la remasterización del audio y el video. Adicionalmente tiene el siguiente contenido extra;
- Comentario de audio: Entrevista con el director Steve Beck donde detalla el proceso de creación del guion, incluido el primer borrador llamado Chimera, cómo el 11 de Septiembre cambió el tono de la película y cómo trato de evitar algún trauma en la entonces joven actriz Emily Browning en las escenas de sangre.
- Esto es real: Entrevista con el actor Isaiah Wahintong de siete minutos de duración donde cuenta sus experiencias en el rodaje. Washington explica cómo la importancia de su personaje fue cambiado de protagonista en el guion original a un rol de soporte. Su respeto por el director Steve Beck y su relación con su compañera de reparto italiana Francesca Rettondini. Aparentemente Washinton cambió la forma de cómo su personaje era removido, agregando un poco mas de clase a su final.
- Todos a bordo: Entrevista con el supervisor de efectos especiales Jason Baird, el cual explica la complejidad de su trabajo. Se concentra en la magnífica escena inicial de la pelicula y en recrear la muerte del personaje de Francesca Rettondini, la hermosa cantante Francesca.
- Dark Castle en el mar: entrevista con Gil Adler, quien explica el proceso de producción del filme. Detalla algunos inconvenientes y explica las medidas de seguridad usadas en el rodaje
- Max on set- Barco Fantasma- 15 minutos de contenido extra con los cuales el elenco y el equipo de filmación dan detalles del proceso de creación de escenas y desarrollo de personajes.
- Diseño del barco fantasma: archivo de seis minutos que explica la creación del set de rodaje
- Efectos visuales: Ocho minutos de material extra, detallando la utilización de técnicas CGI para recrear escenas memorables de la película.
- Trailer de cine de dos minutos de duración.
- Videoclip de tres minutos con imágenes de la película.

## Reparto
| Personaje        | Actor original       | Actor de doblaje       | Actor de doblaje |
| ---------------- | -------------------- | ---------------------- | ---------------- |
| Cap. Sean Murphy | Gabriel Byrne        | Carlos Becerril        | Salvador Vives   |
| Maureen Epps     | Julianna Margulies   | Mónica Manjarrez       | Ana Pallejà      |
| Dodge            | Ron Eldard           | Arturo Mercado Jr.     |                  |
| Jack Ferriman    | Desmond Harrington   | Óscar Flores           | Xabier Fernández |
| Greer            | Isaiah Washington    | Salvador Delgado       | Alfonso Vallés   |
| Santos           | Alex Dimitriades     | Jesús Barrero          |                  |
| Munder           | Karl Urban           | Juan Alfonso Carralero |                  |
| Katie Harwood    | Emily Browning       | Alondra Hidalgo        |                  |
| Francesca        | Francesca Rettondini |                        |                  |

## Enlaces
- Wikiquote alberga frases célebres de o sobre  la película Ghost Ship .